# Matt Beleskey
Matthew "Matt" Beleskey, född 7 juni 1988 i Windsor, Ontario, är en kanadensisk professionell ishockeyspelare som spelar för New York Rangers i NHL.
Han har tidigare spelat för Anaheim Ducks och Boston Bruins. 
Beleskey valdes av Anaheim Ducks som 112:e spelare totalt i 2006 års NHL-draft.
Den 9 oktober 2012 stod det klart att Beleskey kommer att förstärka engelska Coventry Blaze på grund av den rådande NHL-lockouten.
Den 25 februari 2018 blev han tradad till New York Rangers tillsammans med Ryan Spooner, Ryan Lindgren, ett draftval i första rundan 2018 och ett draftval i sjunde rundan 2019, i utbyte mot Rick Nash.

## Statistik

### Klubbkarriär
| 2002–03    | Barrie Icemen       | OMHA       | 33  | 18 | 14 | 32  | 93  | —  | —  | —  | —  | —  |
| 2003–04    | Collingwood Blues   | OPJHL      | 46  | 8  | 13 | 21  | 110 | —  | —  | —  | —  | —  |
| 2004–05    | Belleville Bulls    | OHL        | 68  | 10 | 13 | 23  | 118 | 5  | 0  | 0  | 0  | 18 |
| 2005–06    | Belleville Bulls    | OHL        | 61  | 20 | 20 | 40  | 119 | 6  | 1  | 2  | 3  | 10 |
| 2006–07    | Belleville Bulls    | OHL        | 66  | 27 | 41 | 68  | 124 | 15 | 4  | 10 | 14 | 18 |
| 2007–08    | Belleville Bulls    | OHL        | 62  | 41 | 49 | 90  | 106 | 21 | 12 | 21 | 33 | 23 |
| 2008–09    | Iowa Chops          | AHL        | 58  | 11 | 24 | 35  | 58  | —  | —  | —  | —  | —  |
| 2008–09    | Anaheim Ducks       | NHL        | 2   | 0  | 0  | 0   | 0   | —  | —  | —  | —  | —  |
| 2009–10    | San Antonio Rampage | AHL        | 12  | 1  | 4  | 5   | 19  | —  | —  | —  | —  | —  |
| 2009–10    | Toronto Marlies     | AHL        | 3   | 1  | 1  | 2   | 2   | —  | —  | —  | —  | —  |
| 2009–10    | Anaheim Ducks       | NHL        | 60  | 11 | 7  | 18  | 35  | —  | —  | —  | —  | —  |
| 2010–11    | Anaheim Ducks       | NHL        | 35  | 3  | 7  | 10  | 36  | 6  | 1  | 0  | 1  | 4  |
| 2010–11    | Syracuse Crunch     | AHL        | 27  | 11 | 13 | 24  | 39  | —  | —  | —  | —  | —  |
| 2011–12    | Anaheim Ducks       | NHL        | 70  | 4  | 11 | 15  | 72  | —  | —  | —  | —  | —  |
| 2012–13    | Coventry Blaze      | EIHL       | 26  | 12 | 21 | 33  | 39  | —  | —  | —  | —  | —  |
| 2012–13    | Anaheim Ducks       | NHL        | 42  | 8  | 5  | 13  | 56  | 7  | 2  | 1  | 3  | 2  |
| 2013–14    | Anaheim Ducks       | NHL        | 55  | 9  | 15 | 24  | 64  | 5  | 2  | 2  | 4  | 8  |
| 2013–14    | Norfolk Admirals    | AHL        | 3   | 1  | 0  | 1   | 0   | —  | —  | —  | —  | —  |
| 2014–15    | Anaheim Ducks       | NHL        | 65  | 22 | 10 | 32  | 39  | 16 | 8  | 1  | 9  | 2  |
| 2015-16    | Boston Bruins       | NHL        | 80  | 15 | 22 | 37  | 65  | —  | —  | —  | —  | —  |
| 2016–17    | Boston Bruins       | NHL        | 49  | 3  | 5  | 8   | 47  | 3  | 0  | 0  | 0  | 4  |
| NHL totals | NHL totals          | NHL totals | 458 | 75 | 82 | 157 | 414 | 37 | 13 | 4  | 17 | 20 |